# Jōchō

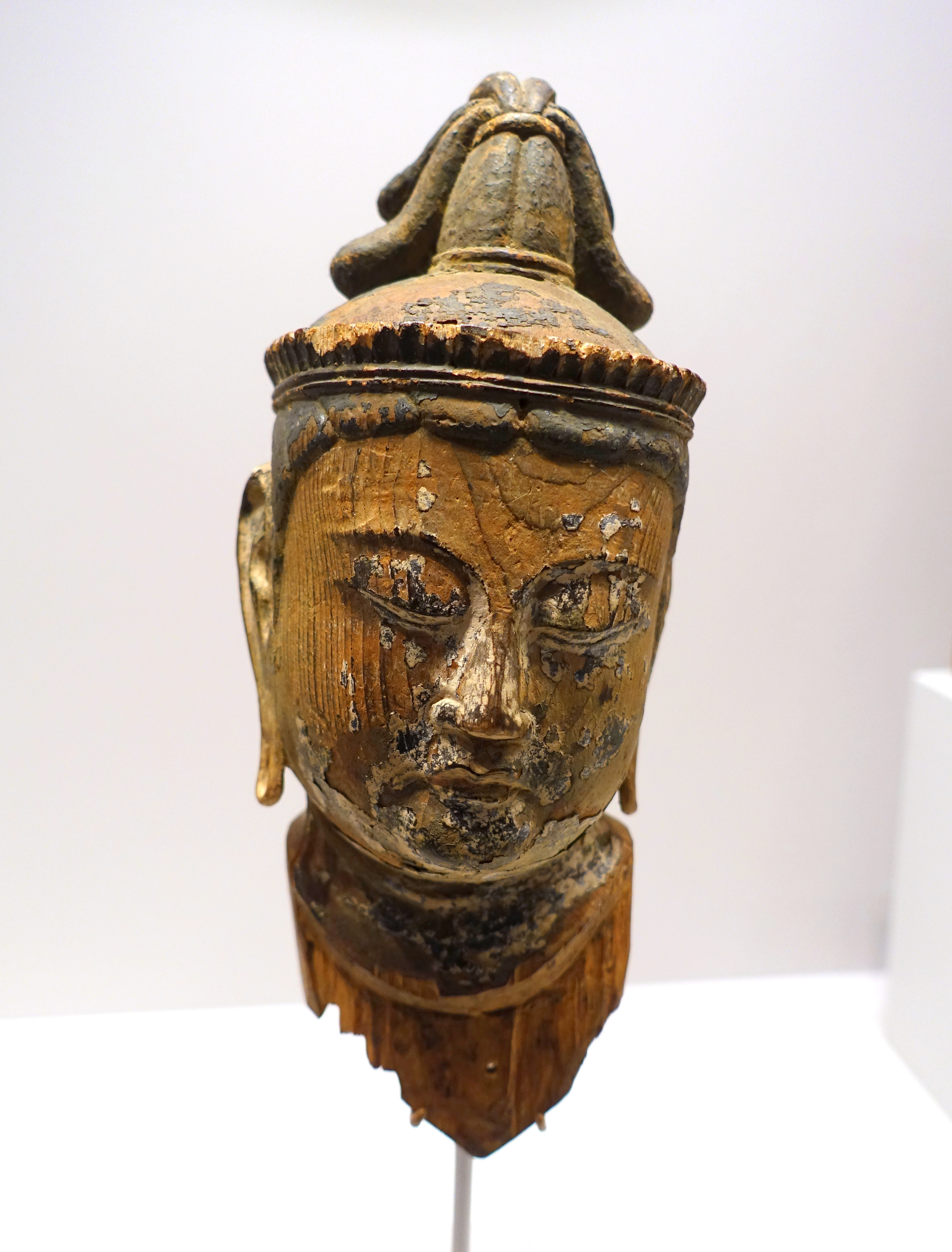
Kopf, Jōchō zugeschrieben.

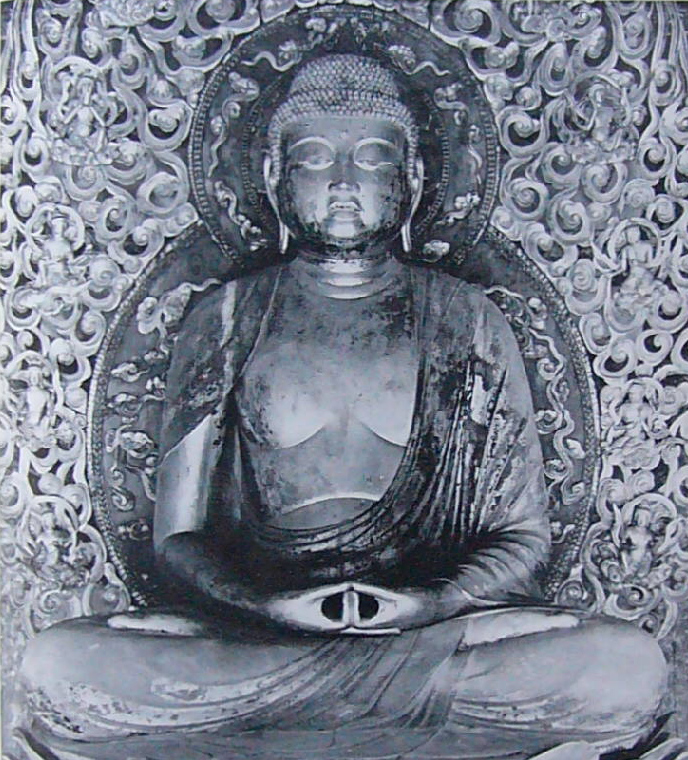
Amida im Byōdō-in

Jōchō (japanisch 定朝; gestorben 1057) war der bedeutendste japanische Bildhauer der Heian-Zeit.

## Leben und Werk
Jōchō erhielt seine Ausbildung von seinem Vater Kōshō (康尚; tätig 990 bis 1020). Er arbeitete für Fujiwara no Michinaga, dem de facto-Herrscher im derzeitigen Japan, für dessen Sohn Yorimichi, für die kaiserliche Familie und für den oberen Adel. Seine Skulpturen sind die ersten im eigenen japanischen Stil. Dieser Jōchō-Stil beeinflusste alle Skulpturen des 11. und 12. Jahrhunderts und wirkte sich auch noch auf die Skulpturen der Edo-Zeit aus. Jōchō perfektionierte die Yosegi-Technik (寄木造り ~zukuri), d. h. den Aufbau einer Skulptur aus einzelnen Holzstücken, und die Warihagi-Technik (割り接ぎ造り ~zukuri), bei der die Skulptur in zwei Hälften zerlegt wird, die jeweils ausgehöhlt und dann wieder zusammengesetzt werden.
Die ersten verlässlichen Informationen zu Jōchō betreffen die Zeit, als 16 Statuen für die Haupthalle (本堂 Hondō) und die Halle für die fünf großen Heiligen, die Godai-dō (五大堂), des Tempels Hōjō-ji (法成寺) geschaffen wurden. Als die Statuen 1022 fertiggestellt wurden, wurde Jōchō für seine Arbeit der Rang eines Hokkyō verliehen. Das ist umso bemerkenswerter, weil es das erste Mal war, dass einem Bildhauer dieser Rang verliehen wurde. Damit wurde auch ganz allgemein die Arbeit von Bildhauern aufgewertet.
1026 schuf Jōchō 27 Statuen für eine glückliche Geburt einer Nebenfrau des Kaisers. Es wird berichtet, dass er für diesen Auftrag 20 Bildhauer anstellte, die ihrerseits je fünf Gehilfen hatten. Daraus ist ersichtlich, dass Jōchō ein großes Atelier leitete, in dem zahlreiche Statuen in Arbeitsteilung hergestellt wurden. Im Jahr 1048 erhielt Jōchō einen höheren Rang, nämlich den eines Hōgen. Die Statue des heiligen Jizō (地蔵菩薩) des Rokuharamitsu-ji wird dem jungen Jōchō zugeschrieben, aber eine eindeutige Dokumentation dazu gibt es nicht. Es ist jedoch sicher, dass er verantwortlich war für den Amida Nyorai im Phönix-Pavillon (鳳凰堂 Hōō-dō) des Byōdō-in, den Yorimichi 1052 erbauen ließ.
Die Skulpturen der frühe Heian-Zeit, beeinflusst von denen der Tang-Zeit in China, zeigen eine Strenge und eine gewisse Schwerfälligkeit. Im Verlauf des 10. Jahrhunderts wurde sie allmählich weniger gewichtig. So ist in Jōchōs Amida Nyorai der wuchtige Stil der frühen Heian-Zeit völlig verschwunden und zu einem Stil der Harmonie und Leichtigkeit geworden. Damit hatte sich eine rein japanische Skulptur entwickelt und sich vom chinesischen Einfluss befreit. Sie war damit genau geeignet für die Religion des Reinen Landes (浄土宗), wie sie vor allem vom Adel gepflegt wurde. Die durchbrochene Mandala mit eingeschnittenen Apsaras, der Lotussitz und die großartige, gut proportionierte Figur selbst, all das wurde zum Vorbild für die Arbeiten der späten Heian-Zeit. Das Gleiche gilt für die Yosegi-Technik und die Warihage-Technik, die man an den kleinen Bodhisattvas sieht, die oben an den Wänden auf Wolken schweben (geschnitzt von seinen Schülern), auch das wurde zum Vorbild für die späteren Arbeiten im großen oder kleinen Maßstab.
Jōchōs direkte Schüler Chōsei (1010–1091) und Kakujo (覚助; † 1077), von dem es heißt, er sei Jochōs Sohn gewesen, waren ebenfalls hervorragende Bildhauer. Darüber hinaus begründete Jōchō eine bedeutende Bildhauer-Linie, zu der später z. B. auch Unkei gehörte.